# Explorer 34
Explorer 34, còn được gọi là IMP-4 và nền tảng giám sát liên hành tinh IMP-F, là một vệ tinh của Hoa Kỳ được phóng lên như là một phần của chương trình Explorers. Explorer 34 được đưa vào quỹ đạo ngày 24 tháng 5 năm 1967 tại Căn cứ Không quân Vandenberg, California, Hoa Kỳ và được phóng nhờ sự hỗ trợ của tên lửa đẩy Delta. Explorer 34 là vệ tinh thứ tư của Nền tảng giám sát liên hành tinh - Interplanetary Monitoring Platform.

## Nhiệm vụ
Explorer 34 được phóng vào quỹ đạo Trái Đất có độ nghiêng cao, có độ lệch cao. Điểm viễn địa nằm gần mặt phẳng hoàng đạo và có thời gian địa phương ban đầu khoảng 1.900 giờ. Tàu vũ trụ Explorer 34 được ổn định theo lực quay và có thời gian quay đầu tiên là 2,6 giây. Vectơ quay của tàu vũ trụ này xấp xỉ vuông góc với mặt phẳng hoàng đạo. Giống như các phi thuyền IMP trước đó, phi thuyền này được thiết kế để nghiên cứu các từ trường liên hành tinh, các hạt năng lượng và plasma trong không gian ngoài Trái Đất.
Hệ thống liên quan đến quang học của tàu vũ trụ Explorer 34 đã ngừng hoạt động vào ngày 4 tháng 3 năm 1969. Nếu không, dữ liệu hữu ích đã được gửi về Trái Đất cho đến trước khi tàu vũ trụ Explorer 34 rơi trở lại vào khí quyển Trái Đất vào ngày 3 tháng 5 năm 1969.